# Enying (distrikt)
Enying är ett distrikt i Ungern. Det ligger i provinsen Fejér, i den västra delen av landet, 90 km sydväst om huvudstaden Budapest.